# 社会主义工人党 (智利)

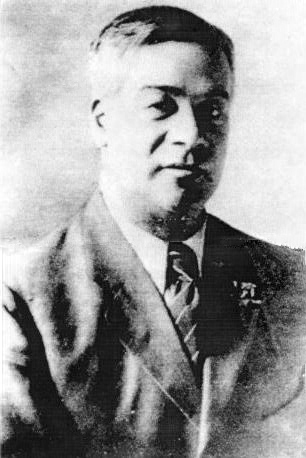
社会主义工人党的创始人路易斯·埃米利奥·雷卡瓦伦

社会主义工人党（西班牙语：Partido Obrero Socialista）是智利历史上的一个社会主义政党。1912年6月4日，该党成立，分裂自民主党。该党的创始人是路易斯·埃米利奥·雷卡瓦伦。1922年1月2日，该党改组为智利共产党。